# Кивачівська сільська рада
| Кивачівська сільська рада — колишній орган місцевого самоврядування у Теплицькому районі Вінницької області з адміністративним центром у с. Кивачівка. Сільській раді були підпорядковані населені пункти: - с. Кивачівка - с-ще Дубина - с. Цвіліхівка |

## Склад ради
Рада складалася з 12 депутатів та голови.

## Керівний склад сільської ради
| ПІБ                       | Основні відомості                                                                              | Дата обрання | Дата звільнення |
| ------------------------- | ---------------------------------------------------------------------------------------------- | ------------ | --------------- |
| Вдовик Сергій Іванович    | Сільський голова, 1949 року народження, освіта, член Партії промисловців і підприємців України | 26.03.2006   | 31.10.2010      |
| Левченко Олена Миколаївна | Сільський голова, 1962 року народження, освіта середня спеціальна                              | 31.10.2010   |                 |

Примітка: таблиця складена за даними джерела